# Saus, Camallera i Llampaies

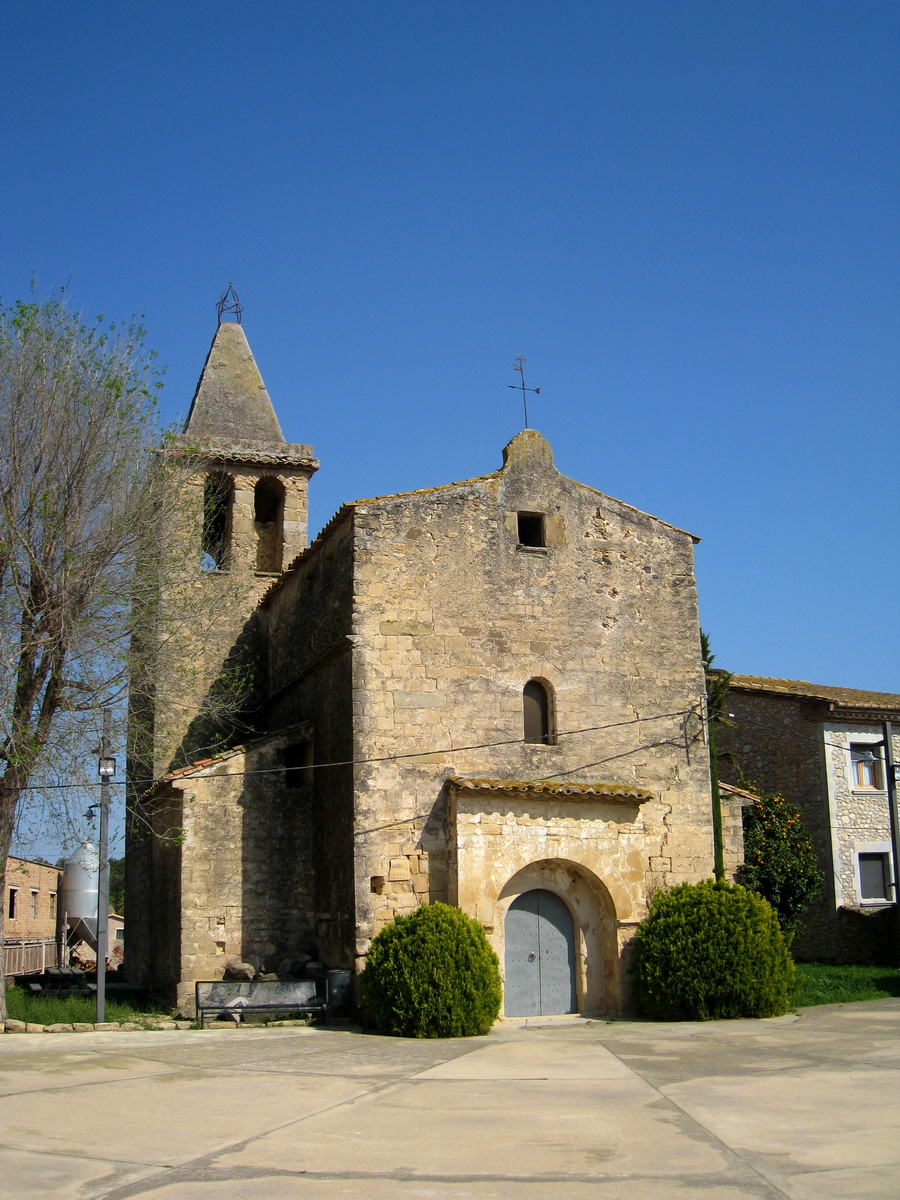
Kerk van Llampaies

Saus, Camallera i Llampaies (officiële naam tot 2006: Saus) is een gemeente in de Spaanse provincie Girona in de regio Catalonië met een oppervlakte van 11 km². Saus, Camallera i Llampaies telt 842 inwoners (1 januari 2016).

## Demografische ontwikkeling
Bron: INE, 1857-2011: volkstellingen
Opm.: In 1857 werden de gemeenten Camallera een Llampaies bij de gemeente Saus gevoegd; naamswijziging tot de huidige naam in 2006